# Conomorium pityocampae
Conomorium pityocampae är en stekelart som beskrevs av Graham 1992. Conomorium pityocampae ingår i släktet Conomorium och familjen puppglanssteklar.
Artens utbredningsområde är:
- Cypern.
- Frankrike.
- Grekland.
- Italien.
- Spanien.
- Sverige.
- Turkiet.
- Kroatien.
- Slovenien.

Arten är reproducerande i Sverige. Inga underarter finns listade i Catalogue of Life.